# Hauteville-sur-Mer
Hauteville-sur-Mer – miejscowość i gmina we Francji, w regionie Normandia, w departamencie Manche.
Według danych na rok 1990 gminę zamieszkiwało 558 osób, a gęstość zaludnienia wynosiła 169 osób/km² (wśród 1815 gmin Dolnej Normandii Hauteville-sur-Mer plasuje się na 401. miejscu pod względem liczby ludności, natomiast pod względem powierzchni na miejscu 1019.).